# دانلد، ویکتوریا
دانلد (به انگلیسی: Donald) یک شهرک در استرالیا است که در ویکتوریا (استرالیا) واقع شده‌است.